# Municipio de Victor (Míchigan)
El municipio de Victor (en inglés: Victor Township) es un municipio ubicado en el condado de Clinton en el estado estadounidense de Míchigan. En el año 2010 tenía una población de 3460 habitantes y una densidad poblacional de 37,15 personas por km².

## Geografía
El municipio de Victor se encuentra ubicado en las coordenadas 42°53′47″N 84°25′54″O / 42.89639, -84.43167. Según la Oficina del Censo de los Estados Unidos, el municipio tiene una superficie total de 93.14 km², de la cual 87,89 km² corresponden a tierra firme y (5,64 %) 5,26 km² es agua.

## Demografía
Según el censo de 2010, había 3460 personas residiendo en el municipio de Victor. La densidad de población era de 37,15 hab./km². De los 3460 habitantes, el municipio de Victor estaba compuesto por el 96,5 % blancos, el 0,23 % eran afroamericanos, el 0,55 % eran amerindios, el 0,4 % eran asiáticos, el 0,66 % eran de otras razas y el 1,65 % eran de una mezcla de razas. Del total de la población el 2,49 % eran hispanos o latinos de cualquier raza.